# Édouard Boureau
Édouard Léon François Boureau (* 31. Januar 1913 in Champ-sur-Layon, Département Maine-et-Loire; † 2. Oktober 1999) war ein französischer Paläobotaniker und Botaniker (Pflanzenanatomie). Sein offizielles botanisches Autorenkürzel lautet „Boureau“.

## Leben
Boureau studierte an der Universität Poitiers und wurde 1938 in Botanik promoviert (Recherches anatomiques et expérimentales sur l'ontogénie des plantules des Pinacées et ses rapports avec la phylogénie). Danach forschte er für das CNRS und war am Muséum national d’histoire naturelle in Paris ab 1946 Leiter des Labors für vergleichende Pflanzenanatomie fossiler und rezenter Pflanzen. Ab 1959 war er Professor an der Sorbonne (mit voller Professur 1961), später an der Universität Paris VI (Pierre et Marie Curie). Er gründete dort das Labor für Paläobotanik.
1954 war er auf dem Internationalen Botanikerkongress in Paris einer der Gründer der Internationalen Organisation für Paläobotanik (IOP) und deren erster Generalsekretär. Er war Herausgeber eines unvollendet gebliebenen Handbuchs der Paläobotanik (auf 9 Bände angelegt, von denen nur 4 erschienen) und war Herausgeber des World report on Paleobotany. 
Boureau studierte vergleichende Pflanzenanatomie (speziell der Gefäße) sowohl rezenter als auch fossiler Pflanzen. In den 1950er Jahren bearbeitete er fossile Pflanzen aus Indochina. Er befasste sich auch mit Frühformen vielzelligen Lebens auf der Erde, zum Beispiel in präkambrischen Cherts der rätselhaften Ringstruktur von Guelb er Richat in Mauretanien, die durch seinen Freund Théodore Monod gesammelt wurden. In Frankreich vertrat er seit den 1960er Jahren die Theorie, das ionisierende Strahlung von der Sonne, die bei den regelmäßigen Umkehrungen des Erdmagnetfeldes verstärkt die Erde erreicht, über die von ihr verursachten Mutationen Einfluss auf die Evolution des Lebens hatte. Unter anderem befasste er sich mit dem Massenaussterben an der Wende Kreide und Tertiär.
Er war seit 1977 Mitglied der Académie des sciences und erhielt deren Prix Foulon für Beiträge zur Pflanzenanatomie und Paläobotanik. 1949 wurde er Offizier des Ordre des Palmes Académiques.

## Schriften
- mit Èmile Manguin, André Lenoble: Les Dépôts lacustres pliocènes-pléistocènes de l’Ankaratra (Madagascar). Imprim. nationale, Paris 1949
- Anatomie végétale. 3 Bände, Presses universitaires de France, Paris 1954 bis 1957
- Herausgeber: Traité de Paléobotanique. 4 Bände, Masson, Paris 1964 bis 1975
- mit Nicole Grambast-Fessard, Jean Huard, Jean-Claude Koeniguer: Paléobotanique: ètudes. Société Géologique, 1966
- Les sphénophytes: biologie et histoire évolutive : cours de botanique. Vuibert, Paris 1971
- La Terre, mère de la vie? Larousse, 1986
- mit Philippe Janvier und Pascal Tassy: La Recherche en paléontologie. Le Seuil, Paris 1989